# جو ناماث
جوزيف ويليام «جو» ناماث (/ˈneɪm[invalid input: 'ɨ']θ/ من مواليد 31 من مايو 1943م)، يلقب بـ «برودواي جو» أو بـ «جو ويلي»،
هو لاعب يستلم الكرة من الوسط ويوجه الهجوم (quarterback) سابق في كرة القدم الأمريكية. وقد لعب كرة القدم بالكلية في جامعة ألاباما تحت قيادة المدرب بول «بير» براينت ومساعده هوارد شنلينبيرجر، في الفترة من 1962 وحتى 1964، وسرعان ما صار لاعب كرة قدم محترفًا يلعب في دوري كرة القدم الأمريكية (AFL) وفي الدوري الوطني لكرة القدم الأمريكية خلال فترة الستينيات والسبعينيات من القرن العشرين. كان ناماث علمًا من أعلام دوري كرة القدم الأمريكية. فقد قضى معظم مسيرته الرياضية يلعب في نادي نيويورك جيتز، ولكنه اختتم مشواره مع فريق لوس أنجلوس رامس في دوري كرة القدم الأمريكية. في عام 1985، تم اختياره ليكون عضوًا في قاعة مشاهير لاعبي كرة القدم المحترفين.
اعتزل ناماث بعد أن خاض 143 مباراة (بما في ذلك المباريات الفاصلة). وقد فاز في 68 مباراة، وخسر 71 وتعادل في أربع مباريات أخرى. في أوج مسيرته الرياضية - خاصةً أول 132 مباراة - كانت نقاطه تتراوح بين 64-64-4، وكانت 4-7 عندما أوشك على الاعتزال. وقد سجل 173 هدفًا عن طريق لمس الأرض، وتصدى لـ 220 هجمة، ونجح في تمرير 1886 كرة في 27663 يارْدَة. ولعب خلال السنوات الثلاثة عشر التي قضاها في دوري كرة القدم الأمريكية والدوري الوطني لكرة القدم الأمريكية في ثلاث بطولات مختلفة (حيث توج نادي جيتز بالبطولة في دوري كرة القدم الأمريكية لعامي 1968 و 1969 في القسم الشرقي، وتُوج نادي رامس ببطولة الدوري الوطني لكرة القدم الأمريكية في عام 1977 في القسم الغربي)، كما فاز ببطولة دوري واحدة من خلال الفوز بمباراة حاسمة (بطولة دوري كرة القدم الأمريكية لعام 1968)، وحصل على كأس (السوبر بول الثالث).
وفي عام 1999، احتل المرتبة الـ 96 في قائمة مجلة سبورتنج نيوز' سبورتنج نيوز - لأعظم مائة لاعب كرة قدم. وكان اللاعب الوحيد في القائمة الذي قد أمضى معظم حياته المهنية مع فريق جيتز.
وربما يكون قد اشتهر بمساهمته في النصر الساحق لجيتز على فريق بالتيمور كولتس الذي كان يدربه دون شولا ويلعب في دوري كرة القدم الأمريكة في مباراة السوبر بول الثالث (1969)، وحقق ما كان يتمناه.

## وصلات خارجية
- جو ناماث على موقع مرجع كرة القدم المحترفة.كوم (الإنجليزية)

- جو ناماث على موقع IMDb (الإنجليزية)
- جو ناماث على موقع الموسوعة البريطانية (الإنجليزية)
- جو ناماث على موقع قاعدة بيانات برودواي على الإنترنت (الإنجليزية)
- جو ناماث على موقع إن إن دي بي (الإنجليزية)
- جو ناماث على موقع قاعدة بيانات الفيلم (الإنجليزية)
- Clip from documentary about his hometown, featuring Namath على يوتيوب
- Joe Namath article, Encyclopedia of Alabama